# 辽东街道
辽东街道，是中华人民共和国吉林省四平市双辽市下辖的一个乡镇级行政单位。

## 行政区划
辽东街道下辖以下地区：
东郊社区、山场村、丰巨村、勃山村和金良村。